# کن واگستاف
کن واگستاف (انگلیسی: Ken Wagstaff؛ زادهٔ ۲۴ نوامبر ۱۹۴۲) بازیکن فوتبال اهل بریتانیا است.
از باشگاه‌هایی که در آن بازی کرده‌است می‌توان به باشگاه فوتبال هال سیتی و باشگاه فوتبال منزفیلد تاون اشاره کرد.